# José María Becana
José María Becana Sanahuja (nacido el 7 de noviembre de 1957 en Fraga, España). Actual senador por Huesca.
Es licenciado en Geografía e Historia por la Universidad de Barcelona. Técnico de Cultura en la Administración Local. Diputado en las Cortes de Aragón (1992-2004). Diputado del Congreso de los Diputados de España, por Huesca (2004-08). Secretario General Provincial del PSOE de Huesca (2001-12).

## Actividad profesional
- Profesor interino en el IES Bajo Cinca de Fraga (Curso 1980-81).
- Técnico de Cultura de la Administración Local (Ayuntamiento de Fraga 1986-1992 y 1995-1998) (Diputación de Huesca 1993-1995).
- Secretario General Provincial del PSOE Federación Altoaragonesa (2001-2012).
- En la actualidad Vocal de la Comisión Ejecutiva Regional del PSOE-Aragón.
- Viceportavoz en la Comisión de Fomento y Vivienda durante la VIII Legislatura en el Congreso de los Diputados.
- Presidente de la Comisión de Fomento del Senado durante la IX Legislatura.